# Cladonia portentosa
Cladonia portentosa (Dufour) Coem., 1865 è una specie di lichene appartenente al genere Cladonia,  dell'ordine Lecanorales.
Il nome deriva dal latino portentosum, cioè prodigioso, straordinario, portentoso, mostruoso, forse per la folta cespugliosità.

## Caratteristiche fisiche
Questa specie è alquanto variabile di forma e può essere facilmente confusa con altre Cladonia, in particolare con la C. rangiferina. Il tallo primario è di forma crostosa e spesso ne è priva. I podezi sono sprovvisti di cortex ed hanno ramificazioni tricotomiche: in pratica da un ramoscello si dipartono esclusivamente tre rametti più piccoli.

## Habitat
Diffusa soprattutto nelle regioni a clima moderatamente fresco, oceanico; reperita su suoli acidi solo nelle brughiere a Calluna. Forma cospicui tappeti sul terreno.

## Località di ritrovamento
La specie è stata reperita nelle seguenti località: 
- Germania (Schleswig-Holstein, Essen, Brandeburgo, Bassa Sassonia, Sassonia-Anhalt, Baden-Württemberg, Baviera, Amburgo, Meclemburgo, Renania Settentrionale-Vestfalia, Renania-Palatinato, Sassonia);
- Spagna (Castiglia e León);
- Cina (Yunnan);
- Austria, Danimarca, Irlanda, Islanda, Isole Canarie, Lituania, Norvegia, Portogallo, Regno Unito, Repubblica Ceca, Romania, Svezia, Tunisia.

In Italia è presente, anche se alquanto rara, in tutta la Sardegna, la Liguria e il Piemonte; in gran parte del Trentino-Alto Adige, della Toscana, del Veneto settentrionale e in alcune zone della Valle d'Aosta. Da testimonianze fossili non troppo lontane nel tempo era diffusa pressoché in tutta la penisola.

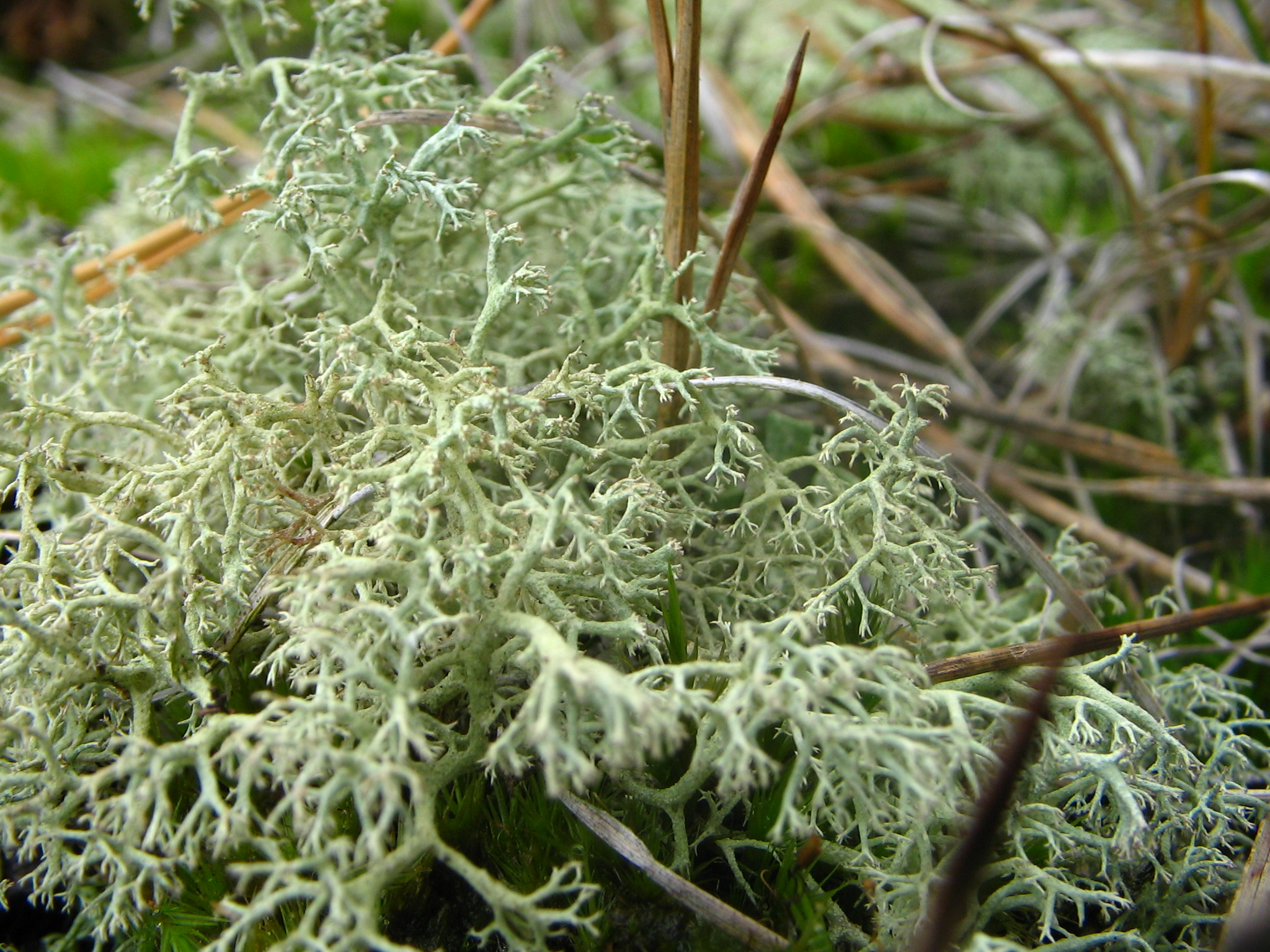
Cladonia portentosa

## Tassonomia
Questa specie secondo alcuni autori è da riferire alla sezione Impexae, secondo altri alla sezione Unciales e presenta le seguenti forme, sottospecie e varietà (al 2008):
- Cladonia portentosa f. decolorans Ahti.
- Cladonia portentosa f. erinacea (Desm.) Sandst., (= Cladonia portentosa).
- Cladonia portentosa f. portentosa (Dufour) Coem. (1865).
- Cladonia portentosa f. subimpexa (P.A. Duvign.) Ahti (1978), (= Cladonia portentosa).
- Cladonia portentosa subsp. pacifica Ahti (1978).
- Cladonia portentosa subsp. portentosa (Dufour) Coem. (1865).